# Nieuw Noord (supportersgroep)
Nieuw Noord is de supportersvereniging voor de fanatieke aanhang van sc Heerenveen. Nieuw Noord houdt zich als vereniging vooral bezig met het verbeteren van de sfeer bij wedstrijden van sc Heerenveen en het behartigen van supportersbelangen.

## Geschiedenis
In het oude stadion van sc Heerenveen stonden de fanatieke supporters op de Noordtribune en waren ze bij veel wedstrijden een actieve steun voor het team. Na de verhuizing naar het huidige Abe Lenstra Stadion viel de fanatieke groep echter uit elkaar. Daarom werd op 12 december 2001 besloten tot de oprichting van een vereniging om de fanatieke supporterscultuur bij sc Heerenveen nieuw leven in te blazen. Als naam werd gekozen voor Nieuw Noord, een verwijzing naar het nieuwe begin van de fanatieke supporters die in het oude stadion op 'Noord' stonden. 

Een van de belangrijkste doelen in de beginjaren was het verenigingen van alle fanatieke supporters in één vak, zodat er een echte harde kern gecreëerd kon worden. In de beginjaren mocht Nieuw Noord hier al incidenteel aan ruiken, maar een structurele oplossing kwam aan het begin van het seizoen 2005/2006. Vanwege de groei van sc Heerenveen werd het Abe Lenstra Stadion vergroot en uitgebreid. Dit creëerde ruimte voor een eigen Nieuw Noord vak en zo was er weer een echte harde kern in het Abe Lenstra Stadion. Een jaar later verhuisde het vak naar de tweede ring van de Noordtribune, waar het zo'n tien jaar is gebleven. Tien jaar later, in 2016/2017 kon het vak worden uitgebreid met de vakken op de eerste ring eronder en zo stond de harde kern weer aan het veld. Zo kwam er direct aan het veld een vak met 1800 fanatieke supporters. 

## Vereniging
Nieuw Noord telt tegenwoordig ongeveer 2000 leden. In de loop der jaren is er een professionele vereniging ontstaan waarbij de activiteiten steeds verder zijn uitgebreid. De ledenadministratie is volledig geautomatiseerd, er zijn verschillende commissies die zaken regelen, er wordt eigen merchandise verkocht, er is een verenigingsblad, er worden verschillende activiteiten georganiseerd en beschikt over een plaats in het stadion van 1800 staanplaatsen